# Bahnstrecke Böhlen–Espenhain
| Streckennummer (DB): | 6822; sä. BE            |                                        |                                     |
| Kursbuchstrecke (DB): | 533 (1993)              |                                        |                                     |
| Kursbuchstrecke: | 148e (1934) 176f (1946) |                                        |                                     |
| Streckenlänge: | 6,77 km                 |                                        |                                     |
| Spurweite: | 1435 mm (Normalspur)    |                                        |                                     |
| Streckenklasse: | CE                      |                                        |                                     |
| Maximale Neigung: | 17,9 ‰                  |                                        |                                     |
| Minimaler Radius: | 300 m                   |                                        |                                     |
| Streckengeschwindigkeit: | 50 km/h                 |                                        |                                     |
| |                         |                                        |                                     |
| \| \| \| von Leipzig Bayer Bf \| \| \| \| 0,000 \| Böhlen (b Leipzig) \| 132 m \| \| \| \| nach Hof Hbf \| \| \| \| 0,10 \| zum Werkbahnhof \| zum Werkbahnhof \| \| \| 0,192 \| Streckenanfang \| Streckenanfang \| \| \| 0,642 \| Hof Hbf–Leipzig Bayer Bf \| 139 m \| \| \| 0,720 \| Infrastrukturgrenze DB Netz / PRESS \| Infrastrukturgrenze DB Netz / PRESS \| \| \| 2,018 \| Flutbrücke (61 m) \| Flutbrücke (61 m) \| \| \| 2,075 \| Pleiße (19 m) \| 128 m \| \| \| 2,167 \| Pleiße (19 m) \| 128 m \| \| \| 2,263 \| Flutbrücke (27 m) \| Flutbrücke (27 m) \| \| \| 2,850 \| Kleine Pleiße \| 131 m \| \| \| 3,046 \| Rötha \| 131 m \| \| \| 3,720 \| Bundesstraße 95 \| 138 m \| \| \| 5,197 \| Grubenbahn \| 144 m \| \| \| \| Bundesautobahn 72 \| \| \| \| \| \| \| \| \| 6,550 \| Espenhain Werkbahnsteig I \| Espenhain Werkbahnsteig I \| \| \| 6,767 \| Espenhain \| 148 m \| \| \| \| Anst Grube Margarethe \| \| \| \| 6,900 \| EÜ Straße der Jugend (40 m) \| EÜ Straße der Jugend (40 m) \| \| \| 6,960 \| Ende Strecke 6822 \| Ende Strecke 6822 \| \| \| \| \| \| \| \| 8,00 \| Espenhain Übergabebf \| Espenhain Übergabebf \| \| \| \| Anst Scholz Recycling \| \| \| \| \| \| \| \| \| 8,80 \| Espenhain Werkbahnsteig II (seit 1968) \| 160 m \| \| \| \| Anst BKV Espenhain \| \| \| \| \| Anst Kraftwerk Espenhain \| \| \| \| \| Kreuzung mit Grubenbahn \| \| \| \| \| Espenhain Werkbahnsteig II \| \| \| \| 9,400 \| Streckenende \| Streckenende \| \| \| \| \| \| \| Quellen: [1][2][3] \| \| \| \| |                         |                                        |                                     |
| Strecke |                         | von Leipzig Bayer Bf                   | von Leipzig Bayer Bf                |
| Bahnhof | 0,000                   | Böhlen (b Leipzig)                     | 132 m                               |
| Abzweig geradeaus und nach links |                         | nach Hof Hbf                           | nach Hof Hbf                        |
| Abzweig geradeaus, nach links und nach rechts | 0,10                    | zum Werkbahnhof                        | zum Werkbahnhof                     |
| Kilometer-Wechsel | 0,192                   | Streckenanfang                         | Streckenanfang                      |
| Kreuzung geradeaus oben | 0,642                   | Hof Hbf–Leipzig Bayer Bf               | 139 m                               |
| Wechsel des Eisenbahninfrastrukturunternehmens | 0,720                   | Infrastrukturgrenze DB Netz / PRESS    | Infrastrukturgrenze DB Netz / PRESS |
| Brücke | 2,018                   | Flutbrücke (61 m)                      | Flutbrücke (61 m)                   |
| Brücke über Wasserlauf | 2,075                   | Pleiße (19 m)                          | 128 m                               |
| Brücke über Wasserlauf | 2,167                   | Pleiße (19 m)                          | 128 m                               |
| Brücke | 2,263                   | Flutbrücke (27 m)                      | Flutbrücke (27 m)                   |
| Brücke über Wasserlauf | 2,850                   | Kleine Pleiße                          | 131 m                               |
| ehemaliger Bahnhof | 3,046                   | Rötha                                  | 131 m                               |
| Strecke mit Straßenbrücke | 3,720                   | Bundesstraße 95                        | 138 m                               |
| Kreuzung geradeaus unten (Querstrecke außer Betrieb) | 5,197                   | Grubenbahn                             | 144 m                               |
| Brücke |                         | Bundesautobahn 72                      | Bundesautobahn 72                   |
| Abzweig ehemals geradeaus und nach links · Strecke von rechts |                         |                                        |                                     |
| Strecke (außer Betrieb) · ehemaliger Haltepunkt / Haltestelle | 6,550                   | Espenhain Werkbahnsteig I              | Espenhain Werkbahnsteig I           |
| Bahnhof (Strecke außer Betrieb) · Strecke | 6,767                   | Espenhain                              | 148 m                               |
| Abzweig geradeaus und nach rechts (Strecke außer Betrieb) · Strecke |                         | Anst Grube Margarethe                  | Anst Grube Margarethe               |
| Strecke (außer Betrieb) · Brücke | 6,900                   | EÜ Straße der Jugend (40 m)            | EÜ Straße der Jugend (40 m)         |
| Kilometer-Wechsel (Strecke außer Betrieb) · Strecke | 6,960                   | Ende Strecke 6822                      | Ende Strecke 6822                   |
| Strecke nach links (außer Betrieb) · Abzweig geradeaus und ehemals von rechts |                         |                                        |                                     |
| Dienststation / Betriebs- oder Güterbahnhof | 8,00                    | Espenhain Übergabebf                   | Espenhain Übergabebf                |
| Abzweig geradeaus und nach links |                         | Anst Scholz Recycling                  | Anst Scholz Recycling               |
| Strecke von links · Abzweig geradeaus und nach rechts |                         |                                        |                                     |
| ehemaliger Kopfbahnhof Streckenende · Strecke | 8,80                    | Espenhain Werkbahnsteig II (seit 1968) | 160 m                               |
| Abzweig geradeaus und ehemals nach links |                         | Anst BKV Espenhain                     | Anst BKV Espenhain                  |
| Abzweig geradeaus und ehemals nach links |                         | Anst Kraftwerk Espenhain               | Anst Kraftwerk Espenhain            |
| Kreuzung (Querstrecke außer Betrieb) |                         | Kreuzung mit Grubenbahn                | Kreuzung mit Grubenbahn             |
| ehemaliger Bahnhof |                         | Espenhain Werkbahnsteig II             | Espenhain Werkbahnsteig II          |
| | 9,400                   | Streckenende                           | Streckenende                        |
| |                         |                                        |                                     |
| Quellen: |                         |                                        |                                     |

Die Bahnstrecke Böhlen–Espenhain ist eine Nebenbahn in Sachsen. Sie verläuft von Böhlen über Rötha nach Espenhain.

## Geschichte
Eröffnet wurde die Strecke am 1. Mai 1913. In Espenhain befand sich damals die Grube Margarethe, die eine eigene Anschlussbahn besaß.
Eine besondere Bedeutung im Güter- und Berufsverkehr bekam die Strecke ab 1938, als am Endpunkt Espenhain mit dem Aufbau eines Kraftwerkes und einer Brikettfabrik begonnen wurde. Nach dem Zweiten Weltkrieg wurden die Anlagen noch weiter ausgebaut; Ende der 1950er Jahre hatte das Kraftwerk Espenhain einen Anteil von 8 % an der Elektroenergieerzeugung in der DDR.
Anfang der 1960er Jahre wurde die Strecke wegen des enormen Verkehrsaufkommens als eine der ersten in der DDR elektrifiziert. Am 2. Oktober 1961 wurde der elektrische Betrieb aufgenommen. Für den überwiegend für die Arbeiter des Kraftwerkes durchgeführten Personenverkehr wurden bereits 1937 zwei Werkbahnsteige an der zum Übergabebahnhof des Kraftwerkes verlängerten Strecke errichtet, der ursprüngliche Endbahnhof Espenhain diente nur bis 1969 im Personenverkehr.
Als nach der politischen Wende im Osten Deutschlands 1989 das Braunkohlekombinat und das Kraftwerk in Espenhain stillgelegt wurden, verlor die Strecke ihre Bedeutung im Personen- und Güterverkehr. Der zuletzt spärliche Reiseverkehr zwischen Böhlen (b Leipzig) und Espenhain Werkbahnsteig II ging am 23. Mai 1993 auf einen Schienenersatzverkehr über und wurde schon bald ganz eingestellt. Die elektrische Fahrleitung der Strecke wurde daraufhin in den 90er-Jahren demontiert.
Die Strecke wurde ab dem Kilometer 5,8 in eine nichtöffentliche Anschlussbahn umgewandelt, deren Betrieb am 1. Januar 2005 die Eisenbahn-Bau- und Betriebsgesellschaft Pressnitztalbahn von der RWE Umwelt Westsachsen übernahm. Der Güterverkehr beschränkt sich heute weitgehend auf die Bedienung eines Schrotthandels am Streckenendpunkt, die von der Mitteldeutschen Eisenbahn im Auftrag von DB Cargo Deutschland durchgeführt wird, sowie von der Pressnitztalbahn gefahrene, unregelmäßig verkehrende Ganzzüge mit Hausmüll in Containern, die in Espenhain zum weiteren Transport auf Deponien der Region auf Lkw umgeschlagen werden. Ferner betreibt die Pressnitztalbahn eine Werkstatt für Schienenfahrzeuge in Espenhain.
In den Nahverkehrsplänen 2000 und 2007 des Aufgabenträgers ZVNL wurde die Strecke als „Vorbehaltsgebiet“ ausgewiesen, für die derzeit kein ausreichendes Potential im Schienenpersonennahverkehr bestehe, deren Trasse aber für eine mögliche künftige Entwicklung freizuhalten sei. Im Nahverkehrsplan 2017 wurde diese Maßnahme gestrichen, womit auf der Strecke faktisch für unabsehbare Zeit kein SPNV stattfinden wird.
Da die Strecke bei drei werktäglich verkehrenden Güterzugpaaren nicht kostendeckend betrieben werden konnte und da ab 2015 umfangreiche Investitionen anstanden, schrieb DB Netz am 25. November 2013 diese zur Übernahme durch andere Eisenbahninfrastrukturunternehmen aus. Der Betrieb im Abschnitt Böhlen–Espenhain ging zum 1. Juli 2021 von DB Netz auf die Eisenbahn-Bau- und Betriebsgesellschaft Pressnitztalbahn über.